# Arányi Dezső (operaénekes)
Arányi Dezső (külföldön Desider Arányi; eredeti nevén Goldberger Dávid Májer) (Szatmárnémeti, 1867. augusztus 28. – Pesterzsébet, 1923. június 21.) operaénekes (tenor). Pólya Tibor festőművész apósa.

## Élete
Hétgyermekes Zsidó családban született. Apja Goldberger Móric kántor-talmudtudós, anyja Eckstein Aranka volt. A kis Dezső csodagyerekként, már hatévesen énekelt a helyi zsinagógában. Egy, kivételes tehetségét felismerő pesti kántorkolléga hozta a tízéves fiút a fővárosba. Zsinagógai kóristaként fejlődött tovább, aztán tizennégy évesen Bellovics Imre, majd  Bécsben Geiringer tanítványa lett.
1890-ben a brünni Városi Színházban debütált Raoul (Meyerbeer: A hugenották) szerepében. Ekkor már az Arányi nevet használta, noha hivatalosan csak 1906-ban magyarosított. Két évadot maradt a morva fővárosban, itt vette feleségül 1891-ben Lange Emília (1864–1909) opera-énekesnőt. Az 1892–93-as évadra a berlini Kroll-Operhez szerződött. 1894-ben kezdődött első budapesti operai időszaka. Ekkor még főleg lírai tenor szerepeket énekelt. 1900-ban hagyta el először a társulatot. Európa-szerte vendégszerepelt, pl. 1901-ben Salzburgban Don Ottaviót (Mozart: Don Juan) énekelt. 1902 és 1904 között a prágai Német Színház tagja volt. Itt beugrással Pedrot énekelte d'Albert Hegyek aljánjának ősbemutatóján. 1904-ben kezdődött második pesti korszaka. Ekkor már valamelyest megkopott hanggal főként hőstenorként működött.1913-ban vonult vissza a színpadtól, a következő években tanított.
Utolsó éveiben cukorbetegségtől szenvedett. 1923 júniusában beszállították az újpesti Szeretetház-kórházba, ahol a vérmérgezés tüneteit állapították meg rajta.  Lábát amputálni kellett, ám a kezdeti javulást követően állapota rosszabbra fordult és elhunyt. Végakartának megfelelően szülei mellé temették el Erzsébetfalván, az izraelita temetőben.
Gyermekei: Szeréna (Pólya Tiborné), Romeo, Araquill és Raul.

## Szerepei
- Aggházy Károly: Maritta, a korsós Madonna
- Bahnert József: Csempészek
- Beethoven: Fidelio – Florestan
- Boieldieu: A fehér nő – George Brown
- Czobor Károly: Karen
- D'Albert: Hegyek alján – Pedro
- Donizetti: Lammermoori Lucia – Edgard
- Erkel: Hunyadi László – címszerep; V. László
- Erkel: Bánk bán – címszerep
- Goldmark: A házi tücsök
- Goldmark: Téli rege – Florizel
- Hubay Jenő: A cremonai hegedűs – Sandro
- Hubay Jenő: A falu rossza – Göndör Sándor
- Hubay Jenő: Lavotta szerelme
- Lehár Ferenc: Kukuska
- Mascagni: Parasztbecsület – Turridu
- Meyerbeer: Ördög Róbert – címszerep
- Meyerbeer: A hugenották – Raoul
- Mozart: Don Juan – Don Ottavio
- Mozart: A varázsfuvola – Tamino
- Offenbach: Hoffmann meséi – Hoffmann
- Puccini: Manon Lescaut – Des Grieux
- Puccini: Bohémélet – Rodolphe
- Puccini: Pillangókisasszony – B. F. Pinkerton
- Rossini: A sevillai borbély – Almaviva gróf
- Richard Strauss: Elektra – Aigiszthosz
- Szabados Béla: Alszik a nagynéni
- Sztojanovits Jenő: Ninon
- Verdi: Rigoletto – A mantuai herceg
- Verdi: La Traviata – Alfred Germont
- Verdi: Álarcosbál – Richard
- Verdi: Aida – Radames
- Wagner: A bolygó hollandi – Erik
- Wagner: Lohengrin – címszerep
- Wagner: A nürnbergi mesterdalnokok – David, Walther von Stolzing
- Zichy Géza: Nemo – címszerep